# 小行星29197
小行星29197（29197 Gleim）是一颗绕太阳运转的小行星，为主小行星带小行星。该小行星于1991年1月15日发现。

## 轨道参数
小行星29197的轨道半长轴为2.4595473 UA，离心率为0.175。